# Xishuijie (sockenhuvudort i Kina, Shanxi Sheng, lat 39,66, long 112,23)
Xishuijie är en sockenhuvudort i Kina. Den ligger i provinsen Shanxi, i den norra delen av landet, omkring 200 kilometer norr om provinshuvudstaden Taiyuan. Antalet invånare är 4 768. Befolkningen består av 2 289 kvinnor och 2 479 män. Barn under 15 år utgör 17,0 %, vuxna 15-64 år 69 %, och äldre över 65 år 12,0 %.
Runt Xishuijie är det ganska tätbefolkat, med 149 invånare per kvadratkilometer. Närmaste större samhälle är Xiangyangpu, 11,9 km sydost om Xishuijie. Trakten runt Xishuijie består i huvudsak av gräsmarker.
Genomsnittlig årsnederbörd är 614 millimeter. Den regnigaste månaden är juli, med i genomsnitt 179 mm nederbörd, och den torraste är december, med 3 mm nederbörd.